# Champion Red
Champion Red (チャンピオンRED or チャンピオンレッド  Chanpion Reddo?) es una revista de manga con publicación mensual orientado a la demografía shonen. Es publicada el día 19 de cada mes por la editorial Akita Shoten desde el 19 de agosto del 2002.
Champion Red Ichigo (チャンピオン RED いちご, Chanpion Reddo Ichigo) es una edición especial de Champion Red.